# Facundo Machado
Facundo Machado (Mar Del Plata, Argentina; 22 de marzo de 1991) es un futbolista argentino que juega de mediocampista.

## Clubes
| Club     | País      | Año  |
| -------- | --------- | ---- |
| Alvarado | Argentina | 2015 |